# Gustavo Bergalli
Gustavo Bergalli, född 1940 i Buenos Aires, Argentina, är en svensk-argentinsk trumpetare och orkesterledare (jazz).
Han har spelat med bland andra Joe Lovano, Paquito D'Rivera och Claudio Roditi. Gustavo Bergalli är sedan länge erkänd som en Sveriges främsta jazztrumpetare och är medlem i bland annat Stockholm Jazz Orchestra.

## Priser och utmärkelser
- 1999 – Jazzkatten i kategorin ”Musiker som förtjänar större uppmärksamhet/Grand Cru”